# Akiko Kurusu
Akiko Kurusu (天祭揚子) (7 de julho de 1964) é uma atriz japonesa, nascida em Shizuoka. Dublada no Brasil por Fátima Noya em Solbrain.

## Trabalhos
TV
- ChoJuu Sentai Liveman como Rui Senda/Doutora Mazenda/Rei (episódio 1 ao 47) (1988)
- Tokkyu Shirei Solbrain como a mulher de Riga/Ako Gunji (episódio 38) (1991)
- Gosei Sentai Dairanger como Tenente-coronel Gara/Ikiryo Gara/Kagayakeru Gara (episódio 1 ao 49) (1993)
- Chouriki Sentai Ohranger como Kerys (episódio 26 ao 28) (1995)

Cinema
- Gosei Sentai Dairanger - O Filme como Tenente-coronel Gara (1993)
- Gekitou! Hong Kong Mafia VS Onna Tracker Gundan 5 como Eri (1994)
- Tokusou Sentai Dekaranger O Filme: Full Blast Action como Zeen (2004)